# Вільне падіння (фільм, 1994)
Вільне падіння (англ. Freefall) — американський трилер 1994 року.

## Сюжет
Нью-йоркський видавець Декс Деллюм посилає свою наречену-фотографа Кеті Мазур в Свазіленд, щоб вона відобразила вимираючий вид хижих птахів, який там ще зберігся. Там вона зустрічає колишнього каскадера і любителя стрибати з висоти у вільному падінні Гранта Оріона. Незабаром молоді люди стають коханцями, але одного разу Грант без попередження зникає. У Лондоні Грант рятує Кеті від вбивць, що несподівано напали на неї. Незабаром дівчина з'ясовує, що Грант насправді агент Інтерполу і полює за секретним списком терористів. Але Декса не задовольняє таке пояснення її зради, і коли він вирішує втрутитися в події, що розгортаються, його вбивають.

## У ролях
- Ерік Робертс — Грант Оріон
- Джефф Фейгі — Декс Деллюм
- Памела Гідлі — Кеті Мазур
- Рон Смержак — Джон Горнер
- Ентоні Фріджон — Рауль
- Воррік Грайр — Альбіно
- Леслі Фонг — Hustler
- Тед Ле Плат — Ед Джейкобс
- Лакі Шабангу — Найву
- Джеймс Вайл — Франциско
- Террі Нортон — Сьюзан
- Патрік Бендс — Чад
- Тодд Дженсен — Рік
- Дженніфер Штейн — секретар